# Thomas D. Davies
Thomas D. Davies (* 3. November 1914 in Cleveland, Ohio; † 21. Januar 1991 auf St. Martin, Karibisches Meer) war ein US-amerikanischer Konteradmiral der US Navy, der während seiner aktiven Militärdienstzeit Marineflieger und Fachmann für Navigation sowie astronomische Navigation war. Er war maßgeblich an der Entwicklung des Lockheed P-2 Neptune-Aufklärungsflugzeuges beteiligt und flog mit diesem 1946 einen Entfernungs-Weltrekord von Perth in Australien nach Columbus (Ohio).
Später war er als Vize-Direktor der Waffenkontroll- und Abrüstungsagentur ACDA (Arms Control and Disarmament Agency) Experte für Abrüstung und Abrüstungskontrolle. Darüber hinaus war er Gründer und erster Präsident von The Foundation for the Promotion of the Art of Navigation.

## Leben

### Ausbildung zum Marineoffizier an der US Naval Academy und Navigationserfindungen
Davies, Sohn des aus Wales stammenden Managers bei der Acme Aircraft Corporation David A. Davies, begann nach dem Schulbesuch 1931 ein Studium am Case Institute of Technology, das er 1933 abschloss. Während dieser Zeit begann sein Interesse für Physik sowie für optische Physik im Besonderen, insbesondere nach einem Gastvortrag von Albert Einstein.
1934 trat er als Midshipman in die US Navy ein und absolvierte die US Naval Academy in Annapolis, die er 1937 mit einem Bachelor of Science (B.S.) abschloss. Während des dortigen Studiums in den Fächern Marineartillerie und Geschützwesen fielen ihm die Schwierigkeiten auf, die die Marine bei der Festlegung der richtigen Entfernung von Zielen hatte. Zu seinen Ausbildern gehörte im Fach Navigation der spätere Konteradmiral Arthur A. Ageton und 1937 verfasste einen ersten Artikel für die Zeitschrift Naval Institute Proceedings. Die Lösung dieses Problems war aus seiner Sicht die Entwicklung eines neuen Typs für das stereoskopische Sehen, das er durch ein praktikables Model der Visiereinrichtung zur Entfernungsmessung umsetzte. Sein Ziel für die Entfernungsbestimmung war die Kuppel des Maryland State Capital .
Seine Versuche waren so erfolgreich, dass leitende Offizier des Artilleriebüros (Bureau of Ordnance) ihn baten, ihnen den Entfernungsmesser vorzustellen. Nach der Vorstellung sahen die Offiziere großes Potenzial zur Nutzung des Gerätes. In der Folgezeit wurde der optische Entfernungsmesser auf den wichtigsten Schiffen der US Navy mit großkalibrigen Kanonen erprobt. Die von Davies entwickelte Visiereinrichtung zur Entfernungsbestimmung wurde auf allen Schiffen der US-Marine mit großkalibrigen Kanonen während des Zweiten Weltkrieges sowie auf den Schiffen zur Küstenbombardierung im Koreakrieg verwendet. Die Visiereinrichtungen sind heute auf Museumsschiffen wie dem Schlachtschiff North Carolina am Ufer des Cape Fear River in Wilmington zu besichtigen.
Während seines Studiums an der US Naval Academy war er außerdem Kunstredakteur der dortigen Zeitschrift Log sowie Redakteur der Studentenzeitung Trident.

### Verwendungen als Marineoffizier und Zweiter Weltkrieg

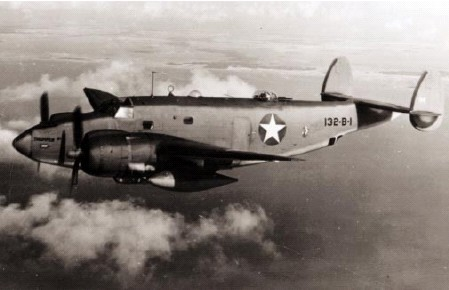
Als Pilot einer Lockheed PV-1 „Ventura“ flog Davies im Zweiten Weltkrieg Patrouillenflüge zum Schutz der Küstenschifffahrt in Südamerika und wurde hierfür mit dem Distinguished Flying Cross ausgezeichnet

Nach Abschluss der US Naval Academy fand Davies 1937 zunächst Verwendung als Ensign auf dem zur gleichnamigen Portland-Klasse gehörenden Schweren Kreuzer Portland bei der US-Pazifikflotte. Im Februar 1939 wurde er auf den Schweren Kreuzer Wichita versetzt, ehe er Anfang 1942 eine Pilotenausbildung als Marineflieger absolvierte, die er Ende 1942 abschloss. Danach wurde er als Erster Offizier (Executive Officer) zum Bombergeschwader 129 versetzt, wo er mit seinem Kampfflugzeug vom Typ Lockheed Ventura U-Boot-Abwehreinsätze im Südatlantik gegen U-Boote der deutschen Kriegsmarine flog. Von einem Fliegerstützpunkt in Brasilien aus oblag dem Geschwader der Schutz der Küstenschifffahrt in Südamerika. Auf einem dieser Überwachungsflüge gelang es ihm U 604 zu treffen und erhielt für seinen Heldenmut und hervorragende fliegerische Leistung zur Zerstörung dieses wichtigen feindlichen Schiffes das Distinguished Flying Cross verliehen.
Während seiner zweijährigen Dienstzeit in Brasilien erlernte er die portugiesische Sprache, was danach als Commanding Officer der US-amerikanisch-brasilianischen Ausbildungseinheit von Vorteil war. Während dieser Zeit übersetzte er für die brasilianische Marine Handbücher ins Portugiesische, um die Wartungs- und Flugausbildungskenntnisse zu organisieren.

### Entwicklung der Lockheed P-2Neptuneund Weltrekordflug

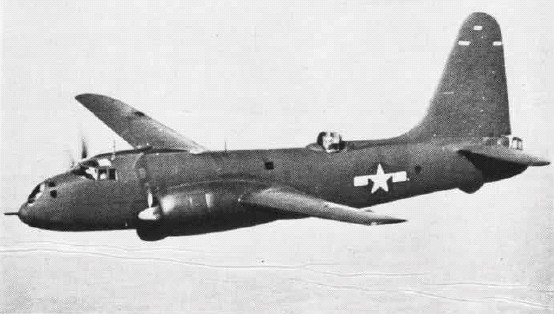
Davies war maßgeblich an der Entwicklung des XP2V-1-Prototyp 1945 beteiligt und flog mit diesem 1946 einen Geschwindigkeits-Weltrekord von Perth in Australien nach Columbus (Ohio)

Nach Beendigung seiner Tätigkeit als Commanding Officer der US-amerikanisch-brasilianischen Ausbildungseinheit befasste er sich mit der Entwicklung von Flugzeugen für die US Navy. Am 19. Februar 1943 übergab das Marineministerium (US Department of the Navy) eine Absichtserklärung an den Flugzeughersteller Aircraft Manufacturing Company, um mit der Entwicklung von zwei Prototypen von Lockheed P-2 Neptune-Aufklärungsflugzeugen (XP2V-1) zu beginnen. Die Entwurfszeichnungen hatten gerade begonnen, als Fregattenkapitän Davies seine neue Aufgabe als Flugzeugplanungsvertragsoffizier bei dem für materielle Unterstützung der Marinefliegerkräfte zuständigen Luftfahrtbüro (Bureau of Aeronautics) übernommen hatte. Seine Aufgabe war dabei die Erforschung und Hilfestellung bei der Auswahl des nächsten landgestützten Flugzeugs als Ersatz für die Lockheed Ventura (PV-1 Ventura). Die Beteiligung an diesem Projekt war eine große Herausforderung, da die Verantwortlichkeiten und Zuständigkeiten als Vertragsoffizier während dieser Jahre es ihm ermöglichten, den letzten Entwurf für die XP2V-1 maßgeblich zu beeinflussen. Dazu trugen insbesondere seine ingenieurwissenschaftlichen Kenntnisse bei, so dass seine Unterstützung der Lockheed-Ingenieure und sein Bestehen auf eine ausgedehnte Flugzeit für das Marineaufklärungsflugzeug den Grundstein für einen anschließenden Weltrekord bei der Reichweite für ein Propellerbetriebenes Flugzeug legte.
Davies, nunmehr Leiter der Flugzeugplanungsgruppe beim Bureau of Aeronautics, entwickelte auch die Idee zur Modifizierung des ersten Produktionsmodells der neuen Lockheed P-2 für einen Entfernungsflug, um die Möglichkeit zu demonstrieren, dass die U-Boot-Abwehrkräfte der Marine weltweit Ziele erreichen können. Mit Genehmigung des damaligen Chief of Naval Operations, Admiral Chester W. Nimitz, entwickelte er den Plan, einen Flugweltrekord über eine Entfernung von 11.256 Meilen aufzustellen, der letztlich 16 Jahre lang Bestand hatte.
Im September 1946 wurde eine modifizierte Version einer der ersten zwei Prototypen der Lockheed P-2 Neptune nach Perth in Australien gebracht. Auf diesem The Truculent Turtle genannten Flugzeug beabsichtigte Davies mit seiner Crew den Entfernungsweltrekord zu fliegen. Das Flugzeug wurde von ihnen und Ingenieuren der Lockheed Aircraft Company minutiös überprüft, wobei die Ingenieur besorgt darüber waren, dass das Flugzeug wegen der weitaus größeren Menge Treibstoff, die zum Erreichen des Ziels notwendig war, überladen sei. Die Stoßdämpfer des Flugzeugs waren während der Tests für das Taxiing vollständig zusammengepresst. Die Reifen hatten nur wenig Raum zwischen der Lauffläche und der Radnabe, so dass jedes Holpern dazu hätte führen können, dass die Reifen aus der Felge gerissen werden konnten. Während die Lockheed-Ingenieure besorgt und verängstigt waren, war Davies aufgrund seiner eigenen Berechnungen zuversichtlich, dass das Flugzeug fliegen würde.
Nach dem Boarding der Crew erschien der Oberbürgermeister von Perth, Joseph Totterdell, um der Mannschaft Glück zu wünschen. Er brachte außerdem ein kleines Känguru in einem Holzkäfig mit, damit Davies dies in die USA fliegen sollte. Dies war aus Sicht der Lockheed-Ingenieure das Ende, da das Flugzeug aus deren Sicht bereits hoffnungslos überladen war. Davies nahm das Känguru als Geschenk für die US-amerikanische Bevölkerung an und ließ das Tier im Schwanz des Flugzeuges verstauen. Nach einem außergewöhnlich langen Start hob das Flugzeug ab, wobei aus Gründen des Treibstoffsparens der Anstieg auf das Minimum beschränkt wurde und die Flughöhe während der ersten mehreren Tausend Meilen unter 6000 Fuß lag. Für seine Verdienste bei dem Weltrekordflug wurde ihm durch US-Präsident Harry S. Truman in einer Zeremonie im Weißen Haus zusammen mit seiner Crew ein Goldener Stern anstelle eines zweiten Distinguished Flying Cross.

### Verwendungen in der Nachkriegszeit und Entwicklung eines Himmelskompasses
Danach blieb Commander Davies den Marinefliegern verbunden. Als Kommandeur der Task Group 68.7 unternahm er zusammen mit einem weiteren Piloten am 27. April 1948 die ersten Startversuche (Jet Assisted Take Offs (JATO)) mit einem Flugzeug von der Größe und dem Gewicht der Lockheed P-2 Neptune vom Deck eines Flugzeugträgers, und zwar der Coral Sea vor Norfolk. Diese Versuche erwiesen die Praktikabilität der Operationen mit schweren Langstreckenflugzeugen auf Flugzeugträgern. Diese Tests resultierten schließlich in der Begründung einer Notwendigkeit von trägergestützten Flugzeugen. Eine Zeitlang hielt er auch den Weltgeschwindigkeitsrekord von der Ostküste zur Westküste der Vereinigten Staaten. Die bisherigen Weltrekorde fanden von der West- zur Ostküste unter Ausnutzung der vorherrschenden Westwinde statt. Dieser Weltrekord gelang ihm darüber hinaus ohne ein Auftanken Non-Stopp.
Als Mitglied im Stab von Admiral Richard Evelyn Byrd entwarf er den ersten Satz von Skis für Flugzeuge mit dreiachsigen Fahrwerken und entwickelte einen Himmelskompass für die Navigation an den Polen, an denen konventionelle Kompasse unbrauchbar waren. Dieser neue Kompass wurde später in der astronomischen Navigation für kommerzielle Flugzeuge für die frühen Transpolar-Flüge nach Europa benutzt. Er stattete ferner zwei Flugzeuge mit einer speziellen Navigations- und Fotoausrüstung für die Kartografierung der Antarktika aus. Der Himmelskompass bestand aus einem Satz polarisierter Linsen in einem Rahmen, der auf der Oberseite des Flugzeuges montiert war. Durch das Rotieren der Linsen konnte eine genaue relative Lagebestimmung der Sonne entsprechend dem Nautischen Almanach gemacht werden, so dass die Kreiselkompasse genau ausgerichtet werden konnten. Diese Prozedur erlaubte es den Flugzeugen, in den Polarregionen zu navigieren, in denen andere Kompasse nutzlos waren. Magnetkompasse konnten nicht genutzt werden und Kreiselkompasse konnten nur dann verwendet werden, wenn sie ständig neu ausgerichtet wurden. Für diese notwendige und nützliche Erfindung dieses Himmelskompasses wurde ihm 1949 vom Institute of Navigation (ION) der Thurlow-Preis für herausragende Beiträge auf dem Gebiet der Navigationswissenschaften verliehen.

### Luftfahrtingenieur und Kubakrise
In den Jahren 1950 bis 1952 war Davies verantwortlich für die Flugzeugausbesserungs- und Reparaturwerkstatt auf dem Marinefliegerstützpunkt (Naval Air Station) in Sand Point sowie danach bis 1954 Offizier im Stab des Befehlshaber der Luftflotte im Mittelmeerraum. Während dieser Stationierung war er insbesondere zuständig für die Marine-Aufklärungsflugzeuge auf dem Militärflugplatz Sigonella, der als einziger Flugplatz in Sizilien über Wartungseinrichtungen für derartige Flugzeuge verfügte. Nach seiner Rückkehr in die USA wurde Davies zum Commanding Officer der Marineflieger-Ingenieureinrichtung (Naval Air Engineering Facility) in Philadelphia ernannt, wo er für die Fangeinrichtungen und Katapulte auf Flugzeugträgern zuständig war. Daneben war er an der Entwicklung von Dampfkatapulten und Fangeinrichtungen beteiligt und blieb in dieser Funktion bis zu seiner Versetzung nach Washington, D.C. 1958.
Zwischen 1960 und 1961 war Davies als Kapitän zur See Kommandant der im Westpazifik operierenden USS Caliente, ein Trossschiff der Cimarron-Klasse. In dieser Funktion verstärkte er seine praktischen Erfahrungen in Navigation sowie astronomischer Navigation. 1962 war er Absolvent des National War College in Washington, D.C. Danach war er von 1962 bis 1963 Kommandeur des Luftflottengeschwader 3 in Brunswick. Während dieser Zeit kam es zur Kubakrise, in deren Verlauf seine Einheit ein wichtiger Teil der US-Luftraumüberwachungskräfte wurde. Während der Luftraumüberwachung wurde einmal mehr die Wichtigkeit einer genauen Navigation deutlich, als notwendige Voraussetzung für eine umfassende Suche und Aufdeckung von Schiffen. Die während der Kubakrise gewonnenen Erfahrungen wurden später bei der Entwicklung eines Kommando- und Kontrollsystems für die Flugzeugträgerdivision genutzt. Daraufhin war er zwischen 1963 und 1964 Kommandeur des Marinefliegerstützpunktes (Naval Air Station) in Norfolk.

### Aufstieg zum Konteradmiral
Am 1. Juli 1965 wurde Davies zum Konteradmiral befördert und zum Stab von Marineminister (US Secretary of the Navy) Paul Nitze abgeordnet. Während seiner bis 1967 dauernden dortigen Verwendung gründete er das Büro für Programmbewertung OPA (Office of Program Appraisal) und war in der Zeit dessen Direktor. In dieser Funktion war er verantwortlich für die Begutachtung aller wichtigen Marineprogramme auf den Gebieten Organisation, Bezahlbarkeit und Nützlichkeit. 1967 wurde er Kommandeur der Flugzeugträgerdivision 20 und setzte dabei die Entwicklung der Oberflächenüberwachung und das Kommando- und Kontrollsystem fort. Die Gründlichkeit des Systems zur Datensammlung, Schiffsidentifizierung, elektronischen Ausstoßkontrolle und Navigation erlaubte es, allen sowjetischen Aufklärungsschiffe, die US-amerikanische Flugzeugträger in der Zeit des Kalten Krieges verfolgten, auszuweichen. Diese sowjetischen Schiffe waren ein Hauptaugenmerk des Marineministeriums, da diese jederzeit eine US-Schiff als Ziel aufnehmen konnten. Bei feindlichen Angriffen gehörten Flugzeugträger zu den ersten Zielen, so dass das von Davies entwickelte Kommando- und Kontroll-System wurde die Spur für die Verfolger durch eine Taktik von Schweigen und Täuschung aufgehoben. Das System, welches alle Oberflächenkontakte identifizierte und deren Position aufnahm, wurde ein wichtiger Assistent bei der Lokalisierung von U-Booten. Die Kenntnis der genauen Position eines jeden Oberflächenkontaktes durch die Identifizierung und Kenntnis der akustischen Eigenschaften von jedem Kontaktantrieb waren die Schlüsselfaktoren für die Lokalisierung aller fünf sowjetischen U-Boote, die im Mittelmeerraum operierten. Sein System fand die Aufmerksamkeit auf allen Ebenen, so dass die ihm unterstellten Offiziere in den nächsten vier Jahren die Kommandeure der Flugzeugträgerdivisionen, Kommandanten sowie Kontrolloffiziere auf der von ihm entwickelten Technik ausbildeten.
1969 wurde Konteradmiral Davies von Chef für Marineentwicklung (Chief of Naval Development) sowie zugleich zum Chef-Ozeanografen der Marine (Chief Oceanographer of the Navy) ernannt. In dieser Funktion befasste er sich mit der Fortsetzung der Entwicklung von Waffensystemen, die er als Kommandeur der Flugzeugträgerdivision 20 erarbeitet hatte. Er half insbesondere bei der Entwicklung von zwei Systemen, die bei den Konfrontationen im Mittleren Osten verwendet wurden, und zwar die vertikale Trägerrakete für schiffsgebundene Raketensysteme sowie den Marschflugkörper (Cruise Missile). Zwischenzeitlich wuchs das Interesse an dem von ihm entwickelten Kommando- und Kontroll-System bei den Flottenkommandeuren, so dass 29 dieser Systeme auf allen wichtigen Schiffen der Marine eingebauten wurden. Als Chef-Ozeanograf arbeitete er zeitweise mit dem französischen Meeresforscher Jacques-Yves Cousteau.
1973 wurde Davies nach vierzigjähriger Dienstzeit in der US Navy in den Ruhestand versetzt. Für seine militärischen Verdienste wurde Davies mehrmals ausgezeichnet und erhielt neben den zwei Distinguished Flying Crosses die Navy Distinguished Service Medal, den Legion of Merit sowie den brasilianischen Orden vom Kreuz des Südens. Des Weiteren wurde ihm die De la Vaulx Medal der Fédération Aéronautique Internationale (FAI) verliehen.

### Vize-Direktor der ACDA
Unmittelbar darauf wurde Davies von US-Präsident Richard Nixon zum Vize-Direktor der Waffenkontroll- und Abrüstungsagentur ACDA (Arms Control and Disarmament Agency) ernannt. Diese Funktion bekleidete er bis 1980 und arbeitete während dieser Zeit als Experte für Abrüstung und Abrüstungskontrolle mit den damaligen Direktoren Fred Iklé, Paul Warnke und George M. Seignious zusammen. Daneben leitete er zwei US-Delegationen zu Verhandlungen mit der Sowjetunion. Ein zwischenzeitliches postgraduales Studium im Fach Internationale Beziehungen an der George Washington University beendete er mit einem Master of Science (M.S.).
Als Vize-Direktor der ACDA war er zunächst zuständig für die Nichtverbreitung von Kernwaffen, Begründung des Verbots von Kernwaffentests, Kontrolle chemischer und biologischer Waffen und die Gespräche zur Begrenzung strategischer Rüstung SALT (Strategic Arms Limitation Talks). Diese Aufgaben nahm er bis 1974 wahr und vertrat dann die ACDA in der US-Delegation zu den Schwellenverhandlungen zum Teststoppvertrag TTB (Threshold Test Ban Treaty) in Moskau, der 1974 von US-Präsident Nixon unterschrieben wurde. 1975 unterzeichnete der neue US-Präsident Gerald Ford die Ratifizierungsakte, wodurch die USA Partner des Genfer Protokolls über das Verbot der Verwendung von erstickenden, giftigen oder ähnlichen Gasen sowie von bakteriologischen Mitteln im Kriege wurde. 1976 unterzeichnete Ford ferner den Vertrag über zivile atomare Sprengsätze (Peaceful Nuclear Explosion Treaty). Beide Vereinbarungen beschränkten nukleare Explosionen über eine gewisse Größenordnung hinaus, wobei Davies jeweils eine maßgebliche Rolle bei den Verhandlungen spielte.
1975 übernahm Davies innerhalb der ACDA eine neue Funktion als Vize-Direktor und Leiter des Büros für Nichtverbreitung und angewandte Technologie (Nonproliferation and Advanced Technology Bureau). Diese Funktion bekleidete er bis 1976 und war insbesondere am Zustandekommen der sogenannten ENMOD-Konvention (Convention on the Prohibition of Military or Any Other Hostile Use of Environmental Modification Techniques) beteiligt, ein Übereinkommen zur Verhinderung von Umweltkriegen. Diese Konvention, die 1977 von US-Präsident Jimmy Carter unterzeichnet wurde, hatte er insbesondere 1974 und 1975 als Leiter der US-Delegation bei den bilateralen Verhandlungen mit der Sowjetunion vorbereitet.
Während der Präsidentschaft Carters wurde Davies Vize-Direktor der ACDA für multilaterale Angelegenheiten. In dieser Funktion befasste er sich aufgrund seiner Fachkenntnisse auch weiterhin mit dem Verbot von Kernwaffentests und der weiteren Kontrolle von chemischen, biologischen und radiologischen Waffen, atomwaffenfreien Zonen und Umweltregelungen. Ergänzend dazu übernahm er weitere Verantwortung bei multilateralen Waffenkontrollverhandlungen bei den Vereinten Nationen und der UN-Konferenz für Abrüstung in Genf UNCD (UN Conference on Disarmament). Daneben leitete er eine innerbehördliche Gruppe zur Unterstützung zahlreicher Waffenkontrollinitiativen.

### Präsident derNavigation Foundation
Ende 1977 erschien sein Buch Star Sight Reduction Tables for 42 Stars: Assumed Altitude Method of Celestial Navigation sowie 1982 Sight Reduction Tables for Sun, Moon and Planets: Assumed Altitude Method of Celestial Navigation.
1980 war Davies Mitgründer der in Maryland ansässigen Navigation Foundation, eine Organisation zum Erhalt der Kunst der Navigation, und wurde deren Gründungspräsident.
Die Navigation Foundation begann 1988 auf Bitten der National Geographic Society eine Untersuchung der Dokumente, die im Zusammenhang mit der Nordpol-Expedition von Fregattenkapitän Robert Edwin Peary standen. Dabei wurde 1989 festgestellt, dass Peary, Matthew Henson und deren vier Inuit-Führer Egingwah, Seeglo, Ootah und Ooqueah den nächsten zum Nordpol gelegenen Punkt am 6. April 1909 erreicht hatten. Der Anspruch Pearys, den Nordpol als erster Mensch erreicht zu haben, wurde seit jeher bestritten.
Die Studie der Navigation Foundation ergab, dass Peary seine tatsächliche Position verfälscht hatte, und dass er tatsächlich rund 121 Meilen vom Nordpol als dem nächsten Punkt entfernt war. Die von dem Bostoner Astronomen Dennis Rawlins, der seit längerem Pearys Anspruch auf die Erreichung des Nordpols bestritten hatte, durchgeführte Berechnung basierte auf einem Schriftstück aus dem Peary-Archiv, das numerische Notizen enthielt. Rawlins war dabei der Ansicht, dass es sich um navigatorische Notizen von Sextantenablesungen handelte. Nach der Studie gab Davies jedoch an, dass es sich bei den Zahlen um die Seriennummern von Uhren gehandelt hätte, die Peary bei seiner 1906 durchgeführten Expedition benutzt hatte.
Davies verstarb am 21. Januar 1991 an den Folgen einer Virusinfektion.

## Veröffentlichungen
- Some Thoughts on New Ship Configuration. The Helicopter-Destroyer Concept. A Lecture devilvered at Naval War College, 5. February 1969, in: Naval War College Review, Mai 1969, S. 25–34
- Star Sight Reduction Tables for 42 Stars: Assumed Altitude Method of Celestial Navigation, 1977
- Sight Reduction Tables for Sun, Moon and Planets: Assumed Altitude Method of Celestial Navigation, 1982